# Clube Desportivo Montijo
O Clube Desportivo do Montijo foi um clube português, sedeado na cidade do Montijo, distrito de Setúbal. Foi fundado no dia 1 de Setembro de 1948 e deixando de existir em 2007 devido a problemas financeiros.

## História
O Clube Desportivo do Montijo foi fundado no dia 1 de Setembro de 1948, tendo a sua sede na Avenida dos Pescadores na cidade do Montijo, no distrito de Setúbal.
Em 1965/66 ocorreu o primeiro feito de releve deste clube. O CD Montijo conquistou o título de Campeão Nacional da 3ª Divisão, o mesmo acontecendo na época 1989/90. Depois de alguns anos na 2ª Divisão Nacional, o CD Montijo venceu destacado a Zona Sul da 2ª Divisão na época 1971/72 do futebol português subindo à 1ª Divisão.
Atingindo o seu ponto alto da sua história durante a década de 70 quando participou três vezes na 1ª Divisão Nacional nas épocas 1972/73, 1973/74 e 1976/77.
Foi campeão da terceira divisão do Campeonato Português em duas ocasiões:1965/66 e 1989/90.
Devido a constantes dificuldades financeiras cessou funções em 2007.
No mesmo ano de 2007 é fundado o Clube Olímpico do Montijo acabando na realidade, por ser uma continuação do Clube Desportivo do Montijo através dos seus adeptos, imagem e instalações desportivas.

## Estádio

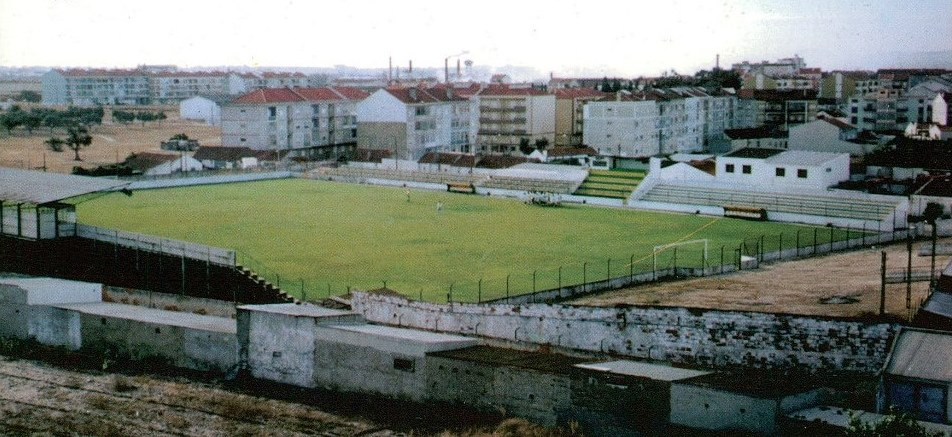
Antigo e Demolido Campo Luís Almeida Fidalgo, Montijo.

Jogou no pelado do Campo Luís de Almeida Fidalgo na cidade do Montijo até este ser relvado nos anos setenta quando da sua participação na primeira divisão.

## Equipamento
A cor dos equipamentos eram camisola amarela com calções verdes e meias amarelas.